# دیک اوستینگ
دیک اوستینگ (انگلیسی: Dick Oosting؛ زادهٔ ۱ ژانویهٔ ۱۹۴۶) وکیل و فعال حقوق بشر هلندی است. او ریاست دفتر اتحادیه عفو بین‌الملل اروپا و مدیر عامل شورای اروپا در روابط خارجی را بر عهده داشت. اوستینگ رئیس هیئت مدیره بنیاد مارتین انالز بود.

## سازمان عفو بین‌الملل
در اواسط دهه ۱۹۷۰ او اولین کمپین جهانی عفو بین‌الملل علیه شکنجه را هماهنگ کرد (فعالیتی که در اسناد عفو بین‌الملل در جایزه صلح نوبل در سال ۱۹۷۷ برجسته شده است). او سپس پنج سال به عنوان معاون دبیرکل عفو بین‌الملل خدمت کرد و به هلند بازگشت تا ریاست بخش ملی هلند را بر عهده بگیرد. از سال ۱۹۹۹، اوستینگ به مدت هشت سال رهبری دفتر عفو بین‌الملل در اتحادیه اروپا در بروکسل را برعهده داشت.

## مرکز بین‌المللی عدالت انتقالی
اوستینگ مدیریت برنامه مرکز بین‌المللی عدالت انتقالی در اروپا را برعهده داشت و موضوعات مرتبط با آن را در یوگسلاوی سابق، قبرس و افغانستان دنبال کرد. اوستینگ در مأموریت‌های سطح بالای حقوق بشر در آفریقا، آسیا و خاورمیانه شرکت داشته است.